# Doping im Fußball

## 1920er Jahre
Der FC Arsenal soll der Biografie von Leslie Knighton, des Managers, zufolge Tabletten vor einer Begegnung gegen West Ham United genommen haben. Die geschilderte Wirkung („als ich sie selbst testete fühlte ich mich, als könnte ich mit meinen Fäusten durch Wände schlagen“) lässt auf Amphetamine schließen. Seine Mannschaft verwandelte sich in „lebhafte Löwen“. Aufgrund von Nebel wurde die Begegnung auf den nächsten Tag verschoben.

## 1950er Jahre
Deutschland
Nach der Fußball-Weltmeisterschaft 1954 erkrankten etliche Spieler der erfolgreichen deutschen Nationalelf, die Ursache waren verunreinigte Spritzen. Erik Eggers veröffentlichte als Ergebnis der Studie „Doping in Deutschland“, welche von der Universität in Münster und Berlin durchgeführt wurde, dass sich in den Spritzen Pervitin befunden hatte: „Wenn man sich die Zeitungsberichte von damals ansieht, dazu das sportwissenschaftliche Umfeld und die Schilderungen von Mannschaftsarzt Franz Loogen, dann muss man davon ausgehen, dass damals Amphetamine verabreicht wurden“.
Italien
Vier Jahre nach der Weltmeisterschaft machte Gerardo Ottani eine Umfrage: 27 % der italienischen Profis gaben die Einnahme von Amphetaminen an, 68 % die Einnahme von Steroiden und 62 % der Befragten nahmen Stimulanzien für verbesserte Respiration und Herzarbeit. Ottani war selbst beim FC Bologna aktiv und wurde nach seiner Karriere Mediziner.

## 1960er Jahre
Italien
2004 beschuldigte Ferruccio Mazzola, Teil des legendären Inter Mailands der Sechziger, seinen ehemaligen Trainer der Verabreichung von Amphetaminen. Laut seiner Aussage habe dieser anfangs Pillen verteilt und sie später, nachdem sie viele Akteure heimlich ausspuckten, in ihren Kaffee getan. Mazzola vermutete, dass es einen Zusammenhang zwischen den Medikamenten und dem schlechten Gesundheitszustand oder frühen Tod – ähnlich wie beim „Fluch der Fiorentina“ (siehe Weblinks) – von vielen ehemaligen Mitspielern gab. Inter Mailand klagte Mazzola anschließend, verlor jedoch vor Gericht. Jahre später bestätigte auch Ferruccios Bruder Sandro die Anschuldigungen.
England
Der FC Everton, ein englischer Topverein und Meister in der Saison 1962/63, hat nach Eigenaussage und Aussage ihres damaligen Torhüters Albert Dunlop den Spielern im Meisterjahr Tabletten ausgehändigt. Einem Zeitungsbericht zufolge hat es sich um Benzedrin gehandelt. Dunlop wird wie folgt zitiert:
Ich erinnere mich nicht mehr, wann wir sie zum ersten Mal angeboten bekamen. Sie wurden jedenfalls im Umkleideraum verteilt. Wir mussten sie nicht nehmen, aber die meisten taten es. Die Tabletten waren hauptsächlich weiß, manchmal gelb. Sie kamen in der Saison 1961–62 und in der Meistersaison danach zum Einsatz. Bald durften wir so viele haben wie wir wollten. An Matchtagen wurden sie wie selbstverständlich an die meisten Spieler ausgehändigt. Bald kamen einige von der Mannschaft nicht mehr ohne Drogen aus.
Der Verein bestätigte, dass Tabletten benutzt wurden, fügten jedoch an, dass diese keine schädlichen Wirkungen gehabt hätten. Dunlop hingegen behauptete, er wäre davon abhängig geworden.

## 1970er Jahre
Niederlande
In den 1970er-Jahren gab es regelmäßige Einnahmen unerlaubter Substanzen laut den damals Aktiven. Dies soll bei Ajax Amsterdam, Feyenoord Rotterdam und AZ Alkmaar stattgefunden haben; insbesondere bei den Weltpokalen von 1970 und 1972. Jan Peters berichtete von Doping vor wichtigen Partien, welches zu Energieschüben und euphorischer Stimmung führte. Johnny Rep, ehemaliger Starspieler bei Ajax Amsterdam, meinte, dass jeder etwas genommen habe. Er erwähnte, dass alle vor dem Spiel gegen die AS Saint-Etienne am 1. November 1979 Injektionen erhalten hatten. Pierre Poty, ehemaliger Mediziner beim holländischen Verein, berichtete von besonders wirksamen Aufputschmitteln. Laut Fritz Kessel, ebenfalls Mediziner und 30 Jahre für die niederländische Nationalmannschaft tätig, waren leistungssteigernde Mittel an der Tagesordnung während der Weltmeisterschaften 1974 und 1978. Dies teilte er Guido Derksen, dem Autor von Voetbal Myseries, mit. In dessen Buch wird berichtet, dass damalige Spieler „Tonnen an Aufputschmitteln“ konsumiert hätten.
Türkei
Am Saisonende 1972/73 gelang Galatasaray Istanbul unter dem englischen Teamchef Brian Birch mit unter anderem dem Schlüsselspieler Metin Kurt der erste Meisterschafts-Hattrick der Süper-Lig-Geschichte, indem sie die Saisons 1970/71, 1971/72 und 1972/73 hintereinander als Meister abschlossen. 2005 bezichtigte der Präsident des türkischen Dopingkontrollzentrums in der parlamentarischen Untersuchungskommission der TBMM wurden Galatasaray-Spieler zwischen 1971 und 1974 mit Birch's Dopingmitteln aus England behandelt, die den Meisterschafts-Hattrick erlangten. Nach dem Weggang des Teamchefs Birch erkrankte ein Galatasaray-Spieler nach dem anderen aus nicht näher genannten Gründen. 2009 bestätigte der Schlüsselspieler Metin Kurt der Galatasaray-Meistermannschaft in seiner veröffentlichten Biografie die Dopingeinnahme, durch Einnahme von Pillen und Injektionen, aber bestritt die Verantwortung von Brian Birch für das Doping.
Deutschland
Im Frühjahr 2015 wurden in Freiburg vorab veröffentlichte Ergebnisse einer Untersuchungskommission unter dem Vorsitz von Letizia Paoli bekannt. Sie handelten von den Geschehnissen um die ehemaligen deutschen Sportmediziner Armin Klümper und Josef Keul zum systematischen Doping im deutschen Fußball und vielen anderen Sportarten. Gemäß der Vorsitzenden und eines Mitglieds der Untersuchungskommission der Universität gab es in den späten 1970er und frühen 1980er Jahren systematisches Anabolika-Doping beim VfB Stuttgart und in kleinerem Umfang beim SC Freiburg. 1978, 1979 und 1980 sollen das Anabolikum Megagrisevit und 1981 die Substanzen Primobolan und Testoviron an den VfB geliefert worden sein.

## 1980er Jahre
Algerien
Bei der Fußball-Weltmeisterschaft 1982 schied Algerien nach dem Gruppenspiel zwischen der Bundesrepublik Deutschland und Österreich aus, das man später als die Schande von Gijón benannte. Hinter den Kulissen spielte sich allerdings auch etwas anderes ab: Ehemalige Spieler (Mindestens sieben, u. a. Mohamed Kaci-Saïd, Djamel Menad, Mohamed Chaïb) beschuldigten den Arzt der Mannschaft, Aleksander Tabartschuk, ihnen Dopingmittel („gelbe Pillen“ und Pulverbeutelchen) verabreicht zu haben. Diese sollen dafür verantwortlich sein, dass sie später behinderte Kinder bekamen. Rachid Hanifi, damals ebenfalls Arzt bei der Nationalmannschaft, hielt die Anschuldigungen für begründet, da ihm sein sowjetischer Kollege keinen Einblick in die medizinischen Unterlagen gewährte. Auch Mohamed Chaïb wollte Jahre später die damaligen Unterlagen sehen und wurde unterrichtet, dass es diese nicht mehr gäbe. Algerien schied 1986 in einer Gruppe mit Brasilien, Spanien sowie Nordirland aus und gewann 1990 den Afrika-Cup.
Türkei
Der Denizlispor-Spieler Mesut Bakkal aus der Saison 1986/87 veröffentlichte in seiner Biografie im März 2020, dass er mit seiner Denizlispor-Mannschaft am vorletzten Spieltag gegen den Favoriten und Meisteraspiranten Beşiktaş Istanbul gedopt waren und erhielten vom anderen Meisteraspiranten Galatasaray Istanbul bei Erfolg „Teşvik primler“ (deutsch Motivationsprämien). Das Spiel endete mit einem 1:1-Remis, somit erlitt der Meisteraspirant Beşiktaş einen Punktverlust im Meisterschaftstitelkampf, womit die gedopte Fußballmannschaft entscheidend den Meisterschaftstitelkampf beeinflussten. Am Saisonende 1986/87 wurde Galatasaray nach 14 Jahren Meisterschaftsabsenz mit einem Punktvorsprung knapp vor Beşiktaş Süper-Lig-Meister.
Westdeutschland
1987 veröffentlichte Harald „Toni“ Schumacher sein Buch „Anpfiff. Enthüllungen über den deutschen Fußball“, in dem er schildert, wie während der Fußball-Weltmeisterschaft 1986 im deutschen Nationalteam gedopt worden sei. Im selben Jahr berichtete Paul Breitner über ähnliche Vorgänge in der Bundesliga. Laut Dieter Schatzschneider waren Captagon-Tabletten tägliche Begleiter: „Die flogen manchmal durch den Bus. Die waren überall, die Viecher.“ Neben Breitner bestätigten Per Røntved, Hans-Werner Moors, Hans-Josef Kapellmann, Peter Neururer, Benno Möhlmann, Günter Schlipper, Uwe Nester, Peter Geyer (welcher auch Einblick in Ablauf, Quantität und Nebeneffekte gab), Jürgen Röber, Jürgen Stumm und Peter Harms (beide aus der medizinischen Abteilung) Schumacher in seiner Aussage, dass Dopingfälle in der Bundesliga stattgefunden hatten.
Ostdeutschland
Manfred Höppner beschuldigte den BFC Dynamo Berlin und den 1. FC Lokomotive Leipzig des Dopings. Seiner Darstellung nach wurden 1983 während der Anreise zu den UEFA Cup Auswärtsspielen bei 13 der 19 BFC Dynamo Spielern Spuren von Amphetaminen und Methamphetaminen gefunden. Es wurde auch ermittelt, dass das Anabolikum Turinabol mehrere Jahre beim 1. FC Berlin angewendet wurde: Zwei Kaderangehörige wurden im April 1985 positiv auf dieses anabole Steroid getestet.

## 1990er Jahre
Frankreich
1993 soll die Mannschaft von Olympique Marseille vor dem Finale der UEFA Champions League gegen die AC Mailand kollektiv gedopt worden sein. Nur der damals in Marseille spielende Rudi Völler soll sich dagegen gewehrt haben. Jean-Jacques Eydelie, Tony Cascarino, Chris Waddle und Marcel Desailly (in seiner Biografie „Capitaine“) berichteten ausführlich über regelmäßige Medikamenteneinnahmen während ihrer gemeinsamen Zeit in Südfrankreich. Jean-Pierre de Mondenard, Sportmediziner und Autor etlicher Bücher über Sportdoping, erwähnte in einem Interview eine schwarze Tafel im Umkleideraum von Olympique auf der „heute Abend: Spritzen für alle“ stand.
Argentinien
Vor dem Qualifikationsmatch Argentiniens gegen Australien für die Fußball-Weltmeisterschaft 1994 wurden den argentinischen Spielern laut Diego Maradona Aufputschmittel in den Café („café veloz“ – schneller Kaffee) gegeben. Gleichzeitig äußerte er sein Misstrauen, dass es ausgerechnet bei diesem wichtigen Spiel keine Dopingkontrolle gab. Julio Grondona, damals Vorstand des argentinischen Verbandes, meinte dazu, dass es keine Tests wegen Maradonas Drogenvergangenheit gab. Für einen der berühmtesten individuellen Dopingfälle im Fußball sorgte der argentinische Spielmacher dann beim Turnier, als ihm ein ephedrinhaltiges Medikament nachgewiesen wurde. Im selben Jahr erschien ein Buch des ehemaligen Leistungssportlers Edwin Klein unter dem Titel „Rote Karte für den DFB“, in dem verschiedene Zeugen über zahlreiche Dopingvergehen im deutschen Fußball berichteten.
Italien
Der umfangreichste und durch Gerichte bestätigte Fall systematischen Dopings im Fußball kommt aus Italien. Der damalige Manager von Juventus Turin, Antonio Giraudo, sowie der Klubarzt Riccardo Agricola und der Pharmazeut Giovanni Rossato wurden schuldig gesprochen, in den 1990er-Jahren systematisches Teamdoping betrieben zu haben. Gutachter fanden damals 281 Medikamente; „genug für die Versorgung einer Kleinstadt“. Intensive Eisenverabreichung, ein Anstieg des Hämatokritwertes bei Didier Deschamps um zwölf Prozent innerhalb eines Jahres und die Auswertung von Blutwerten führten den Hämatologen Giuseppe D’Onofrio und den Sportwissenschaftler Sandro Donati zu dem Schluss, dass Doping mit Erythropoetin stattgefunden hatte. In zweiter Instanz wurde Agricola vom Vorwurf des Blutdopings freigesprochen. Dies hatte auch damit zu tun, dass Doping in Italien vor dem Jahr 2000 nicht strafbar war.
Aus anderen europäischen Ländern gibt es zahlreiche ähnliche Berichte, die jedoch mangels handfester Beweise, aber auch geringer Bereitschaft zur Aufarbeitung größtenteils ohne Konsequenzen blieben. Schon Ende der 1970er-Jahre gab es einzelne Spieler, darunter Franz Beckenbauer, die über Bluttransfusionen berichteten.
Weltmeisterschaft
Bei der Fußball-Weltmeisterschaft 1998 wurden alle Dopingtests nach Turnierende zerstört. WADA-Direktor Alain Garnier meinte, dass der Radrennfahrer Lance Armstrong nie erwischt worden wäre, wäre bei der Tour de France auch so vorgegangen worden. Marie-George Buffet, Sportministerin in dieser Zeit, klagte über Druck von allen Seiten, als sie einen unangekündigten Test während eines Trainingslagers der Franzosen im Dezember 1997 durchführen ließ. Anschließend gab es keine unangekündigte Tests mehr. Gary Neville, englischer Nationalspieler im Turnier, erwähnte Injektionen, die sich einige seiner Kameraden vor dem Argentinien-Spiel von „einem Franzosen namens Dr. Rougier“ geben ließen. Nachdem diese sich daraufhin energetischer fühlten, bildete sich eine Schlange vor dem Arzt.

## 2000er Jahre
Italien
2001 wurde mehreren Akteuren der Serie A, darunter Pep Guardiola, Nandrolon nachgewiesen.
Spanien
Im Rahmen des Dopingskandals im Jahr 2006, der sich hauptsächlich um den Radsport drehte, wurde publik, dass auch Fußballer zu den Kunden des Dopingarztes Eufemiano Fuentes gehörten. Berichte der französischen Zeitung Le Monde über die Zusammenarbeit von Fuentes mit vier spanischen Topclubs, darunter Real Madrid und der FC Barcelona, war Gegenstand mehrerer, teilweise noch laufender Prozesse. Zudem wurde enthüllt, dass Real Sociedad San Sebastián bis zu 327.000 Euro pro Saison an den Mediziner gezahlt hatte. Es wurden auch die Abkürzungen „RSOC“ und „ASTI“, vermutlich Kurzform für Astiazarán, Präsident des Klubs von 2001 bis 2005, in den Fuentes-Unterlagen gefunden.
Luis Garcia del Moral war offizieller Teamarzt des US Postal Radteams von 1999 bis 2003. Er, Pepe Marti and Michelle Ferrari wurden im Zuge der Sammelklage gegen Lance Armstrong für schuldig befunden, Dopingsubstanzen besessen und verteilt zu haben. In der Homepage von Performa SportConsulting wurde del Moral bis Juli 2012 auch als Betreuer des FC Barcelona und CF Valencia geführt.
Deutschland
Im Jahr 2007 gab es eine Welle von Aussagen ehemaliger deutscher Spieler und Trainer bezüglich des jahrelangen Missbrauchs von Captagon, Ephedrin und anderen Stoffen.
2008 untersuchte Tim Meyer das Blut von über 500 Bundesligaprofis. Die Werte von 467 Profis gingen in seine Studie ein. Die Messungen waren anonymisiert und freiwillig; jeder konnte sich jederzeit aus der Studie zurückziehen. Bei sechs vor dem Saisonauftakt durchgeführten Messungen und zwei Messungen im Herbst der Saison ergaben sich Hämatokritwerte von über 50 % (Obergrenze beim internationalen Radsportverband). Neun Proben wiesen einen Hämoglobinwert von 17 Gramm pro Deziliter auf (Obergrenze beim Welt-Skiverband FIS).

## 2010er Jahre
Eine anonymisierte Befragung von 150 Profifußballern ergab, dass mindestens 14 Prozent im Jahr 2014 gedopt hatten. 43 % wurden 2014 nie kontrolliert, weitere 50 % nur einmal. Für diese Studie wurde die Randomized-Response-Technik verwendet.

## 2020er Jahre
Alejandro Dario Gómez wurde 2023 für zwei Jahre gesperrt; es war die Einnahme von Terbutalin nachgewiesen worden. Im darauf folgenden Jahr wurde Paul Pogba wegen eines erhöhten Testosteronwertes gesperrt. Beide Weltmeister waren zu der Zeit in Italien tätig.

## Einzelne Fälle
| Name                                        | Verein                   | Befund                                                          | Strafe |
| ------------------------------------------- | ------------------------ | --------------------------------------------------------------- | --- |
| Thomas Möller                               | Eintracht Braunschweig   | positiv auf Psychostimulans Prolintan und Etilefrin             | keine Sanktionen, da Braunschweig das Spiel verloren hat                                                     |
| Roland Wohlfarth                            | VfL Bochum               | positiv auf Norephedrin                                         | zwei Monate Sperre                                                                                           |
| Ayhan Akman                                 | Gaziantepspor            | positiv auf Metenolon (Steroide)                                | sechs Monate Sperre                                                                                          |
| Holger Gehrke                               | MSV Duisburg             | positiv auf Phenylephrin                                        | kein Verfahren eingeleitet; Gehrke kam nicht zum Einsatz                                                     |
| İdris Gümüşdere                             | Adanaspor                | positiv auf Ephedrin, Methylephedrin, Pseudoephedrin            | sechs Monate Sperre                                                                                          |
| Thomas Ernst                                | VfL Bochum               | Einnahme einer Kreislauf stabilisierenden Substanz              | 80.000 DM Geldstrafe für den VfL Bochum                                                                      |
| Murat Erdoğan                               | Mersin İdman Yurdu       | positiv auf Metenolon (Steroide)                                | sechs Monate Sperre                                                                                          |
| Petr Kouba                                  | 1. FC Kaiserslautern     | positiv auf anaboles Steroid Clostebol                          | vier Wochen Sperre                                                                                           |
| Hasan Şaş                                   | Galatasaray Istanbul     | positiv auf Phenylpropanolamin                                  | sechs Monate Sperre                                                                                          |
| Thomas Ziemer                               | 1. FC Nürnberg           | positiv auf anabole Steroide                                    | neun Monate Sperre                                                                                           |
| Quido Lanzaat                               | Borussia Mönchengladbach | positiv auf THC                                                 | acht Wochen Sperre; Aberkennung des Hallen-Masters-Titels für Mönchengladbach                                |
| Serhat Güller                               | Yimpaş Yozgatspor        | positiv auf Phenylpropanolamin                                  | drei Monate und 15 Tage Sperre                                                                               |
| Manuel Cornelius                            | TeBe Berlin              | positiv auf Nandrolon                                           | Freispruch, da Opfer eines kontaminierten Nahrungsergänzungsmittels                                          |
| Cem Karaca                                  | Yimpaş Yozgatspor        | positiv auf Ephedrin                                            | sechs Monate Sperre                                                                                          |
| Ibrahim Tanko                               | Borussia Dortmund        | positiv auf THC                                                 | vier Monate Sperre, 15.000 DM Geldstrafe                                                                     |
| İlyas Kahraman                              | Yimpaş Yozgatspor        | positiv auf Lidokain (bis Anfang 2004 als Doping klassifiziert) | vier Spiele Sperre                                                                                           |
| Ragıp Başdağ                                | Akçaabat Sebatspor       | positiv auf Pseudoephedrin                                      | anfänglich sechs Monate Sperre, dann durch einen Einspruch per PFDK-Urteil der TFF auf drei Monate reduziert |
| Raymond Kalla                               | VfL Bochum               | Einnahme von Triamcinolon                                       | drei Spiele Sperre                                                                                           |
| Daniel Gomez                                | Alemannia Aachen         | positiv auf Kortison-Präparat Methylprednisolon                 | zwölf Spiele Sperre                                                                                          |
| Kay-Uwe Jendrossek                          | FC Erzgebirge Aue        | Anwendung eines kortisonhaltigen Mittels                        | sechs Spiele Sperre                                                                                          |
| Marko Rehmer                                | Hertha BSC               | Einnahme des Steroids Betamethason                              | neun Spiele Sperre                                                                                           |
| Senad Tiganj                                | FC Rot-Weiß Erfurt       | positiv auf Fenoterol                                           | zehn Wochen Sperre; Umwandlung der Spielwertung in eine 0:2-Niederlage von Erfurt gegen Unterhaching         |
| Falk Schindler                              | Kickers Emden            | positiv auf Finasterid                                          | sechs Monate Sperre; Umwandlung der Spielwertung in eine 0:2-Niederlage von Emden gegen Düsseldorf           |
| Nemanja Vucicevic                           | TSV 1860 München         | positiv auf Finasterid                                          | sechs Monate Sperre                                                                                          |
| Tarık Daşgün                                | Yimpaş Yozgatspor        | positiv auf Tetrahydrocannabinol (Cannabinoide), Metabolit      | zwei Jahre Sperre                                                                                            |
| Marc Lerandy                                | SC Pfullendorf           | positiv auf Reproterol                                          | sechs Spiele Sperre                                                                                          |
| Sinan Turan                                 | Diyarbakırspor           | positiv auf Nandrolon (19-Nortestosteron – Steroidhormon)       | zwei Jahre Sperre                                                                                            |
| Tobias Francisco                            | SV Babelsberg 03         | positive Testosteron/Epitestosteron-Probe                       | zwei Jahre Sperre                                                                                            |
| Mario Vušković                              | Hamburger SV             | positiv auf körperfremdes Erythropoetin (EPO)                   | anfänglich zwei Jahre Sperre, dann durch CAS-Urteil auf vier Jahre erhöht                                    |
| Paul Pogba                                  | Juventus Turin           | Erhöhter Testosteronwert (ohne Vorsatz)                         | anfänglich vier Jahre Sperre, dann durch CAS-Urteil auf 18 Monate reduziert                                  |
| Quellen: Artikel in Welt Online und n-tv.de |                          |                                                                 | |

## Dokumentationen und Reportagen
- So funktionieren die Doping-Kontrollen im Fußball. (Video, 2:51 Min.) In: Spiegel Online. Der Spiegel GmbH & Co. KG, 17. Dezember 2013.
- DW Deutsch: Fußball und Doping | Kick off! auf YouTube, 13. Juni 2018 (Laufzeit: 8:54 Min.).
- Terra X Lesch & Co: Doping beim Fußball – was bringt's? | mit Mai Thi Nguyen-Kim auf YouTube, 13. Juni 2018 (Laufzeit: 5:46 Min.).
- Bayerischer Rundfunk: Doping-Spritzen im Fußball? | DokThema auf YouTube, 5. Juli 2019 (Laufzeit: 43:21 Min.).
- Freie Universität Berlin: „Doping vom Staat und Korruption bei der Fußball WM“ – Hajo Seppelt im Gespräch auf YouTube, 5. Juli 2019 (Laufzeit: 1:31:08 Std.).
- Geheimsache Doping: Brasiliens zwölfter Mann, ARD, Juli 2018.
- Geheimsache Doping – „Hau rein die Pille!“, Sportschau. Video, 2020, 44 Minuten
- Manu Thiele: Doping im Fußball?! auf YouTube, 25. Oktober 2023 (Laufzeit: 10:59 Min.).
- frontal: Black Box Doping im Fußball: Wir müssen reden – mit Nico Heymer auf YouTube, 25. Oktober 2023, abgerufen am 3. März 2024 (Laufzeit: 12:33 Min.).